# Lista de estádios de futebol do Acre
Esta é uma lista dos estádios de futebol do Acre, com um breve resumo de suas informações.

## Estádios deRio Branco
| Estádio                              | Nome popular       | Capacidade | Localidade            | Proprietário                          | Time | Inauguração | Ref         |
| ------------------------------------ | ------------------ | ---------- | --------------------- | ------------------------------------- | --- | ----------- | ----------- |
| Arena Acreana                        | Arena da Floresta  | 20.000     | Areial                | Governo do Estado do Acre             | Andirá, Atlético Acreano, Galvez, Humaitá, Independência, Náuas, Plácido de Castro e Rio Branco                                                                  | 2006        | [ 1 ] [ 2 ] |
| Estádio Adauto Brito da Frota        | Frotão             | 4.000      | Bairro Seis de Agosto | Atlético Acreano                      | Atlético Acreano | 1970        |             |
| Estádio Antônio Aquino Lopes         | Florestão, Tonicão | 10.000     | Floresta Sul          | FFEAC                                 | Acriano, ADESG, Alto Acre, Amax, Andirá, Atlético Acreano, Galvez, Humaitá, Independência, Juventus, Náuas, Plácido de Castro, Rio Branco, São Francisco e Vasco |             |             |
| Estádio Carlos Alberto Simão Antônio | Albertão           | 1.000      |                       | São Francisco                         | São Francisco |             |             |
| Estádio Dom Giocondo Maria Grotti    | Fazendinha         | 1.000      | Bosque                | Juventus                              | Juventus |             |             |
| Estádio José de Melo                 |                    | 8.000      | Bairro da Base        | Rio Branco                            | Rio Branco | 1929        | [ 3 ]       |
| Campo do Calafate                    |                    |            |                       | Liga Desportiva Amadora de Rio Branco | |             |             |

## Estádios do interior
| Estádio                                    | Nome popular                    | Capacidade | Localidade        | Proprietário                    | Time                               | Inauguração            | Ref   |
| ------------------------------------------ | ------------------------------- | ---------- | ----------------- | ------------------------------- | ---------------------------------- | ---------------------- | ----- |
| Arena do Juruá                             |                                 | 10.000     | Cruzeiro do Sul   | Governo do Estado do Acre       | Náuas                              | 29 de dezembro de 2010 | [ 4 ] |
| Estádio Municipal Victor Hugo              | Estádio Municipal de Acrelândia | 1.000      | Acrelândia        | Prefeitura de Acrelândia        |                                    |                        |       |
| Estádio Municipal José Dantas de Araújo    |                                 | 1.000      | Assis Brasil      |                                 |                                    |                        |       |
| Estádio Municipal Categão                  |                                 | 1.000      | Bujari            | Prefeitura de Bujari            |                                    |                        |       |
| Estádio Municipal José Guiomard dos Santos |                                 | 1.000      | Brasiléia         |                                 |                                    |                        |       |
| Estádio Municipal José Colássio            |                                 | 1.000      | Capixaba          | Prefeitura de Capixaba          |                                    |                        |       |
| Estádio Cruzeirão                          |                                 | 3.000      | Cruzeiro do Sul   | Prefeitura de Cruzeiro do Sul   | Náuas                              |                        |       |
| Estádio Antônio Araújo Lopes               |                                 | 6.500      | Epitaciolândia    | Prefeitura de Epitaciolândia    | Alto Acre                          | 2008                   | [ 5 ] |
| Estádio Municipal Romildo Magalhães        | Romildão                        | 1.000      | Feijó             | Prefeitura de Feijó             |                                    |                        |       |
| Complexo Esportivo Totão                   |                                 | 9.000      | Mâncio Lima       | Prefeitura de Mâncio Lima       | Náuas                              |                        | [ 6 ] |
| Estádio Municipal José Ferreira Lima       | Ferreirão                       | 3.000      | Plácido de Castro | Prefeitura de Plácido de Castro | Plácido de Castro e São Francisco  |                        |       |
| Estádio Mamede Caruta                      |                                 | 1.000      | Porto Acre        | Prefeitura de Porto Acre        |                                    |                        |       |
| Estádio Didier Tramborz                    | Tramborzão                      | 8.000      | Sena Madureira    |                                 | Grêmio Acreano e AF Sena Madureira |                        |       |
| Estádio Nabor Júnior                       | Naborzão                        | 3.500      | Senador Guiomard  | Governo do Estado do Acre       | ADESG                              |                        |       |
| Estádio Nabor Júnior                       | Naborzão de Tarauacá            | 3.500      | Tarauacá          | Prefeitura de Tarauacá          |                                    |                        |       |
| Estádio Álvaro Felício Abrahão             |                                 | 4.000      | Xapuri            | Prefeitura de Xapuri            | Alto Acre e Amax                   |                        | [ 7 ] |
| Estádio José Marreiro Filho                | Marreirão                       | 3.500      | Sena Madureira    | Governo do Estado do Acre       | Grêmio Acreano e AF Sena Madureira |                        | [ 8 ] |
| Estádio Municipal José Agostino de Melo    |                                 | 2.000      | Rodrigues Alves   | Prefeitura de Rodrigues Alves   | Acriano                            |                        |       |
| Estádio Municipal Pedro Santana            |                                 |            | Rodrigues Alves   |                                 |                                    |                        | [ 9 ] |
| Vila Olímpica de Cruzeiro do Sul           | Vila Olímpica                   | 1.000      | Cruzeiro do Sul   | Prefeitura de Cruzeiro do Sul   |                                    |                        |       |